# 宜昌市中医医院
宜昌市中医医院，挂牌宜昌市职业病防治院、三峡大学中医医院、湖北中医药大学附属宜昌医院。位于湖北省宜昌市胜利三路。

## 概述
创建于1960年，是宜昌及渝东鄂西唯一的一所三级甲等中医医院，被授予湖北省三级优秀中医医院称号。2006年，烧伤科为2006年国家中医药管理局重点专科。2010年，承办的宜昌市首届中医药发展论坛。